# Чима (Сантандер)
Чима (исп. Chima) — город и муниципалитет в северо-восточной части Колумбии, на территории департамента Сантандер. Входит в состав провинции Комунера.

## История
Поселение, из которого позднее вырос город, было основано 16 февраля 1722 года.

## Географическое положение

Муниципалитет Чима

Город расположен в южной части департамента, в горной местности Восточной Кордильеры, к западу от реки Суарес, на расстоянии приблизительно 85 километров к юго-западу от города Букараманги, административного центра департамента. Абсолютная высота — 1149 метров над уровнем моря.
Муниципалитет Чима граничит на северо-востоке с территорией муниципалитета Симакота, на северо-востоке — с муниципалитетом Пальмас-дель-Сокорро, на востоке — с муниципалитетом Гуапота, на юго-востоке — с муниципалитетом Гуадалупе, на юго-западе — с муниципалитетом Контратасьон, на западе — с муниципалитетом Санта-Элена-дель-Опон. Площадь муниципалитета составляет 152 км².

## Население
По данным Национального административного департамента статистики Колумбии, совокупная численность населения города и муниципалитета в 2015 году составляла 3087 человек.
Динамика численности населения муниципалитета по годам:
| 2005 | 2006 | 2007 | 2008 | 2009 | 2010 | 2011 | 2012 | 2013 | 2014 | 2015 |
| ---- | ---- | ---- | ---- | ---- | ---- | ---- | ---- | ---- | ---- | ---- |
| 3338 | 3326 | 3284 | 3255 | 3232 | 3205 | 3173 | 3151 | 3123 | 3107 | 3087 |

Согласно данным переписи 2005 года мужчины составляли 53,2 % от населения Чимы, женщины — соответственно 46,8 %. В расовом отношении белые и метисы составляли 99,94 % от населения города; негры, мулаты и райсальцы — 0,03 %; индейцы — 0,03 %.
Уровень грамотности среди всего населения составлял 82,5 %.

## Экономика
Основу экономики Чимы составляет сельское хозяйство.
69,8 % от общего числа городских и муниципальных предприятий составляют предприятия торговой сферы, 19 % — предприятия сферы обслуживания, 11,1 % — промышленные предприятия.